# Denver Sundowns FC
Denver Sundowns Football Club w skrócie Denver Sundowns FC, wcześniej noszący nazwę Manzini Sundowns FC – suazyjski klub piłkarski grający w pierwszej lidze suazyjskiej, mający siedzibę w mieście Manzini.

## Sukcesy
- I liga[1]:
  - mistrzostwo (2): 1989, 1990.

- Puchar Eswatini[2]:
  - zwycięzca (3): 1988, 1991, 1992.

- Superpuchar Eswatini[2]:
  - zwycięzca (4): 1992, 2000, 2011, 2012.

## Występy w afrykańskich pucharach
| Sezon | Rozgrywki                 | Runda   | Kraj              | Klub                    | Dom | Wyjazd | Dwumecz      |
| ----- | ------------------------- | ------- | ----------------- | ----------------------- | --- | ------ | ------------ |
| 1990  | Puchar Mistrzów           | wstępna | Lesotho           | Arsenal Maseru          | 0–3 | 0–1    | 0–4          |
| 1991  | Puchar Mistrzów           | wstępna | Botswana          | Gaborone United         | 0–1 | 1–0    | 1–1 (k. 4–2) |
| 1991  | Puchar Mistrzów           | 1       | Mauritius         | Sunrise Flacq United SC | 2–1 | 0–6    | 2–7          |
| 1992  | Puchar Zdobywców Pucharów | wstępna | Mozambik          | Clube de Gaza           | 5–3 | 1–1    | 6–4          |
| 1992  | Puchar Zdobywców Pucharów | 1       | Zambia            | Kabwe Warriors          | 1–3 | 1–3    | 2–6          |
| 1993  | Puchar Zdobywców Pucharów | wstępna | Południowa Afryka | Jomo Cosmos FC          | 0–6 | 0–1    | 0–7          |

## Stadion
Domowe mecze klub rozgrywa na stadionie o nazwie Mavuso Sports Centre w Manzini. Stadion może pomieścić 5000 widzów.